# FK Mordovia Saransk
FK Mordovia Saransk (Russisch: Футбольный Клуб Мордовия Саранск) is een Russische voetbalclub uit Saransk in Mordovië.
De club ontstond in 2005 uit een fusie tussen Biochimik-Mordovia en Lisma-Mordovia. In 2010 promoveerde de club naar de Russische Eerste Divisie en in 2012 naar de Premjer-Liga, de hoogste voetbalklasse in het Russische voetbal. Een jaar later degradeerde de club, waarna in 2014 andermaal promotie volgde.

## Historische namen Lisma
- 1961: Stroitel
- 1962-1971: Spartak
- 1972-1979: Elektrosve
- 1980-2002: Svetotechnika
- 2003-2004: Lisma-Mordava

## Historische namen Biochimik
- 1992: MGU
- 1993-1994: Saranskeksport
- 1995: Biochimik
- 1996-2004: Biochimik-Mordovia

## Bekende (ex-)spelers
- Danilo Sousa Campos
- Mitchell Donald